# 拉斐爾弗里爾
拉法埃爾弗里勒是古巴的城鎮，属奧爾金省，面積620平方公里，海拔高度25米，2004年人口50,080，人口密度為每平方公里80.8人。
拉斐尔弗里尔原是围绕蔗糖厂“圣卢西亚中央制糖厂”（Central Santa Lucía）。当地著名的地点是北岸的古尔达拉瓦卡（Guardalavaca）海滩，位于拉斐尔弗里尔和巴内斯交界处。北岸的Bariay村是克里斯托弗·哥伦布首次登陆的地方。